# Acrosynanthus jamaicensis
Acrosynanthus jamaicensis är en måreväxtart som beskrevs av Howard och George Richardson Proctor. Acrosynanthus jamaicensis ingår i släktet Acrosynanthus och familjen måreväxter.
Artens utbredningsområde är Jamaica. Inga underarter finns listade i Catalogue of Life.